# Cumainocloidus
Cumainocloidus is een geslacht van rechtvleugeligen uit de familie Ommexechidae. De wetenschappelijke naam van dit geslacht is voor het eerst geldig gepubliceerd in 1913 door Bruner.

## Soorten
Het geslacht Cumainocloidus  is monotypisch en omvat slechts de volgende soort:
- Cumainocloidus cordillerae (Bruner, 1913)